# Флейтист зелений
Флейтист зелений (Androphobus viridis) — вид горобцеподібних птахів родини Psophodidae.

## Поширення
Вид поширений у гірських хмарних лісах на заході Нової Гвінеї (гори Маоке та Бісмарка на схід до Південного Гайлендса).

## Опис
Дрібний птах, завдовжки до 16 см. Статура міцна з округлою головою, яка здається безпосередньо вбудованою у тулуб, тонким і витягнутим дзьобом, закругленими крилами, міцними та витягнутими ногами та довгим хвостом із квадратним кінцем. На голові є чубчик, якого не видно в стані спокою. Лицьова частина, ділянка навколо дзьоба, щоки, горло і верхня частина грудей червонувато-коричневого кольору. Черево та груди сірі. Решта тіла оливково-зелена, світліша на шиї і стегнах і темніша на крилах і хвості. У самців кожної сторони дзьоба є білі вуса, які йдуть косо вниз і сягають бічної частини голови. У самиць вуса відсутні та на грудях більше сірого кольору.

## Спосіб життя
Живе у дощових лісах. Активний вдень. Трапляється поодинці. Живиться комахами, на яких полює на землі. Літає рідко та неохоче. Про репродуктивні звички виду даних немає.